# Carlos Alberto Maya Lizcano
Carlos Alberto Mayo Lizcano (Mérida, 14 de abril de 1977) en un ex-ciclista profesional venezolano.
Ganó la Vuelta al Táchira, compitió en los Juegos Olímpicos, en la Vuelta a España de 1995, además de estar en otras competiciones nacionales.

## Palmarés
1991
- 1º en Clasificación General Final Clásico Virgen de la Consolación de Táriba  Venezuela

1992
- 40.º en Juegos Olímpicos de Barcelona 1992, Ruta, Diletantes,  España
- 3º en Campeonato de Venezuela de Ciclismo en Ruta, Ruta,  Venezuela

1993
- 2º en Campeonato de Venezuela de Ciclismo en Ruta, Ruta,  Venezuela

1995
- 1º en Clasificación General Final Vuelta al Táchira  Venezuela

1998
- 1º en Clásico Ciudad de Caracas, Caracas  Venezuela
- 2º en 7ª etapa Vuelta al Táchira  Venezuela

1999
- 9º en Campeonato de Venezuela de Ciclismo en Ruta, Ruta  Venezuela
- 3º en 10.ª etapa Vuelta a Venezuela, Cantaura  Venezuela

2000
- 1º en 7ª etapa Vuelta al Táchira, La Grita  Venezuela
- 2º en 8ª etapa Vuelta al Táchira, Capacho  Venezuela
- 2º en 11.ª etapa Vuelta al Táchira  Venezuela
- 1º en 12.ª etapa Vuelta al Táchira  Venezuela
- 2º en Clasificación General Final Vuelta al Táchira  Venezuela
- 2º en 9ª etapa Vuelta a Cuba, Santa Clara  Cuba
- 84.º en Juegos Olímpicos de Sídney 2000, Ruta, Sídney  Australia

2001
- 3º en 3ª etapa Vuelta a Bramón  Venezuela
- 1º en 9ª etapa Vuelta al Táchira, Cerro del Cristo Rey  Venezuela
- 3º en 13.ª etapa Vuelta al Táchira  Venezuela
- 2º en Clasificación General Final Vuelta al Táchira  Venezuela

2002
- 2º en 6ª etapa Vuelta al Táchira  Venezuela
- 3º en 7ª etapa Vuelta al Táchira, La Grita  Venezuela

2003
- 1º en Clasificación General Final Clásico Ciclístico Banfoandes  Venezuela
- 2º en 8ª etapa Vuelta al Táchira, La Grita (Táchira) Venezuela
- 3º en 13.ª etapa Vuelta al Táchira  Venezuela
- 2º en Clasificación General Final Vuelta al Táchira  Venezuela
- 3º en 10.ª etapa Vuelta a Venezuela, Santa Cruz de Mora  Venezuela

2004
- 2º en 2ª etapa Vuelta al Táchira, Mene Grande  Venezuela
- 3º en 7ª etapa Vuelta al Táchira, Michelena  Venezuela
- 2º en 10.ª etapa Vuelta al Táchira, Pregonero  Venezuela
- 2º en 12.ª etapa Vuelta al Táchira, Rubio (Táchira) Venezuela
- 3º en Clasificación General Final Vuelta al Táchira Venezuela
- 8º en Campeonato Nacional, Ruta, Elite, Venezuela, Tinaquillo (Cojedes) Venezuela
- 3º en 8ª etapa Vuelta a Guatemala  Guatemala
- 1º en 11.ª etapa Vuelta a Guatemala  Guatemala
- 2º en 12.ª etapa Vuelta a Guatemala  Guatemala

2005
- 2º en 6ª etapa Vuelta al Táchira  Venezuela
- 3º en 7ª etapa Vuelta al Táchira, La Grita  Venezuela
- 2º en 8ª etapa Vuelta al Táchira, Cerro del Cristo Rey  Venezuela
- 2º en 11.ª etapa Vuelta al Táchira  Venezuela
- 1º en 14.ª etapa Vuelta al Táchira  Venezuela
- 3º en Clasificación General Final Vuelta al Táchira  Venezuela
- 1º en Clasificación General Final Vuelta a Tovar  Venezuela
- 1º en 3ª etapa parte a Vuelta a Venezuela  Venezuela
- 3º en 3ª etapa Clásico Ciclístico Banfoandes, Santa Ana  Venezuela
- 1º en 6ª etapa Clásico Ciclístico Banfoandes  Venezuela
- 3º en 8ª etapa Clásico Ciclístico Banfoandes  Venezuela

2006
- 2º en 8ª etapa Vuelta al Táchira, Cerro del Cristo Rey  Venezuela
- 2º en 5ª etapa Vuelta a Araguaa, Colonia Tovar  Venezuela
- 2º en Clasificación General Final Vuelta a Aragua  Venezuela
- 1º en Clasificación General Final Vuelta a Bramón  Venezuela

2007
- 1º en 2ª etapa Vuelta al Táchira  Venezuela
- 3º en 11.ª etapa Vuelta al Táchira, El Cobre  Venezuela
- 1º en 7ª etapa Clásico Ciclístico Banfoandes  Venezuela

2008
- 3º en 6ª etapa Vuelta a Yacambu-Lara  Venezuela
- 3º en Clasificación General Final Vuelta a Yacambu-Lara  Venezuela
- 2º en 2ª etapa Clásico Virgen de la Consolación de Táriba, Capacho  Venezuela
- 2º en 3ª etapa Clásico Virgen de la Consolación de Táriba, Lobatera  Venezuela
- 2º en Clasificación General Final Clásico Virgen de la Consolación de Táriba  Venezuela
- 2º en 6ª etapa Clásico Ciclístico Banfoandes  Venezuela

2009
- 3º en 2ª etapa Clásico Virgen de la Consolación de Táriba, El Cobre  Venezuela
- 3º en Clasificación General Final Clásico Virgen de la Consolación de Táriba  Venezuela

## Equipos
- 1990  Desurca Cadafe
- 1992  ZG Mobili - Selle Italia
- 1993  ZG Mobili
- 1994  ZG Mobili
- 1995  Castellblanch (equipo ciclista)
- 2006  Gobernación del Zulia - Alcaldía de Cabimas
- 2007  Gobernación de Carabobo